# Прометей (дерево)

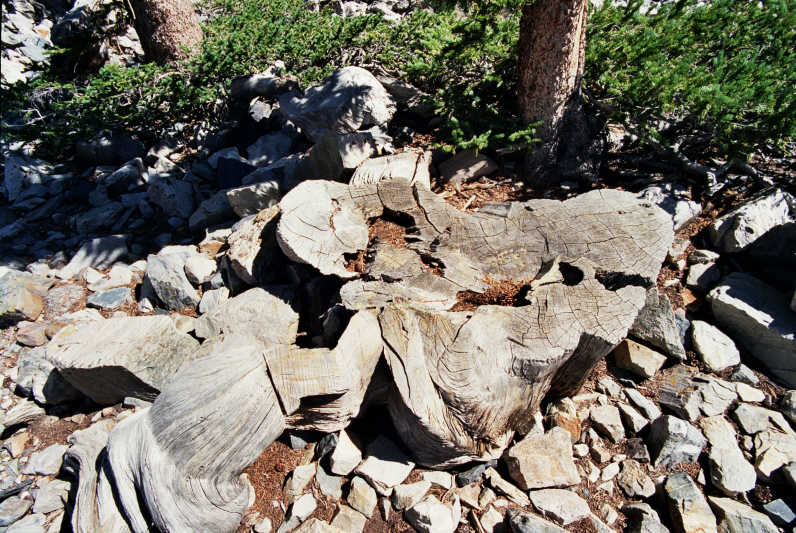

Прометей (англ. Prometheus) або WPN-114 — назва, дана найстарішому з будь-коли відомих окремих організмів, остистій сосні Pinus longaeva віком щонайменше 4844 років, що росла на верхній межі лісу біля гори Вілер-Пік в Неваді, США.
Засохле дерево зрізали в 1964 році персоналом Лісової служби США з дослідницькими цілями, хоча на той час ще не було відомо про його рекордний вік. Точні обставини і цілі зрізання дерева залишаються невідомими, існує кілька суперечливих версій, поширених різними учасниками подій. Свою назву дерево отримало від титана Прометея, який викрав вогонь у богів та передав його людям.
Вік дерева, як було встановлено за кількістю річних кілець, становив 4844 роки, за пізнішими підрахунками — 4862 роки, а за оцінками ще на століття більше, ймовірно понад 5 тисяч років. Лише клональні колонії організмів можуть перевищувати цей вік, проте ці організми у старому віці не містять навіть залишків оригінальних тканин.